# Weiden (Köln)

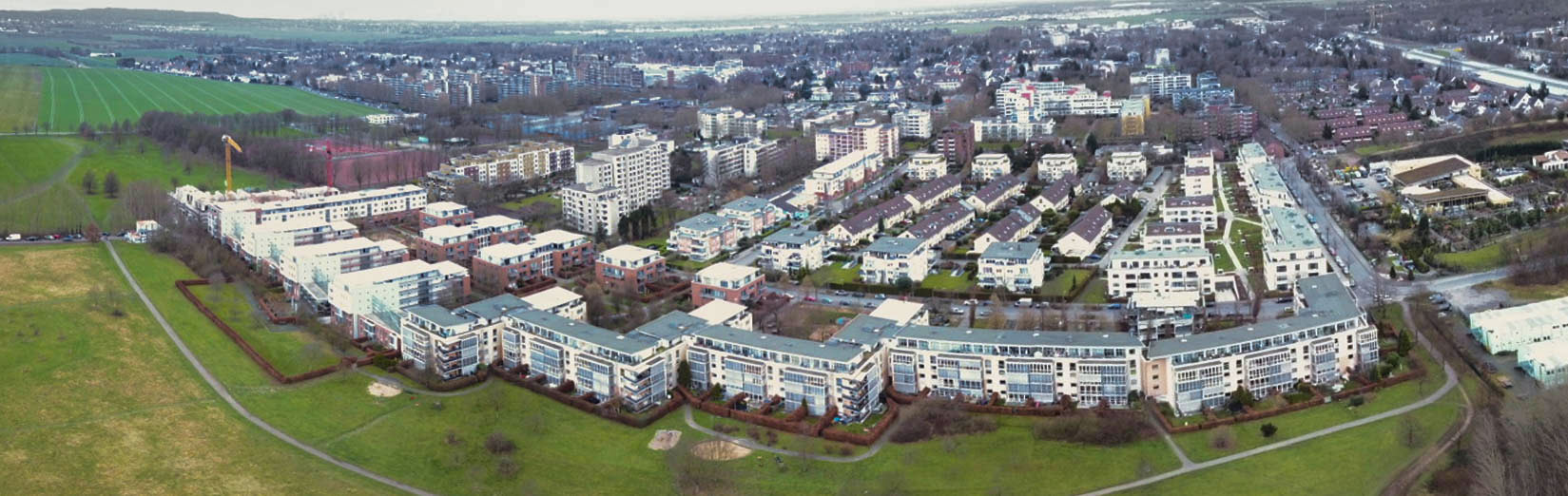
Blick von Süden auf das Neubaugebiet

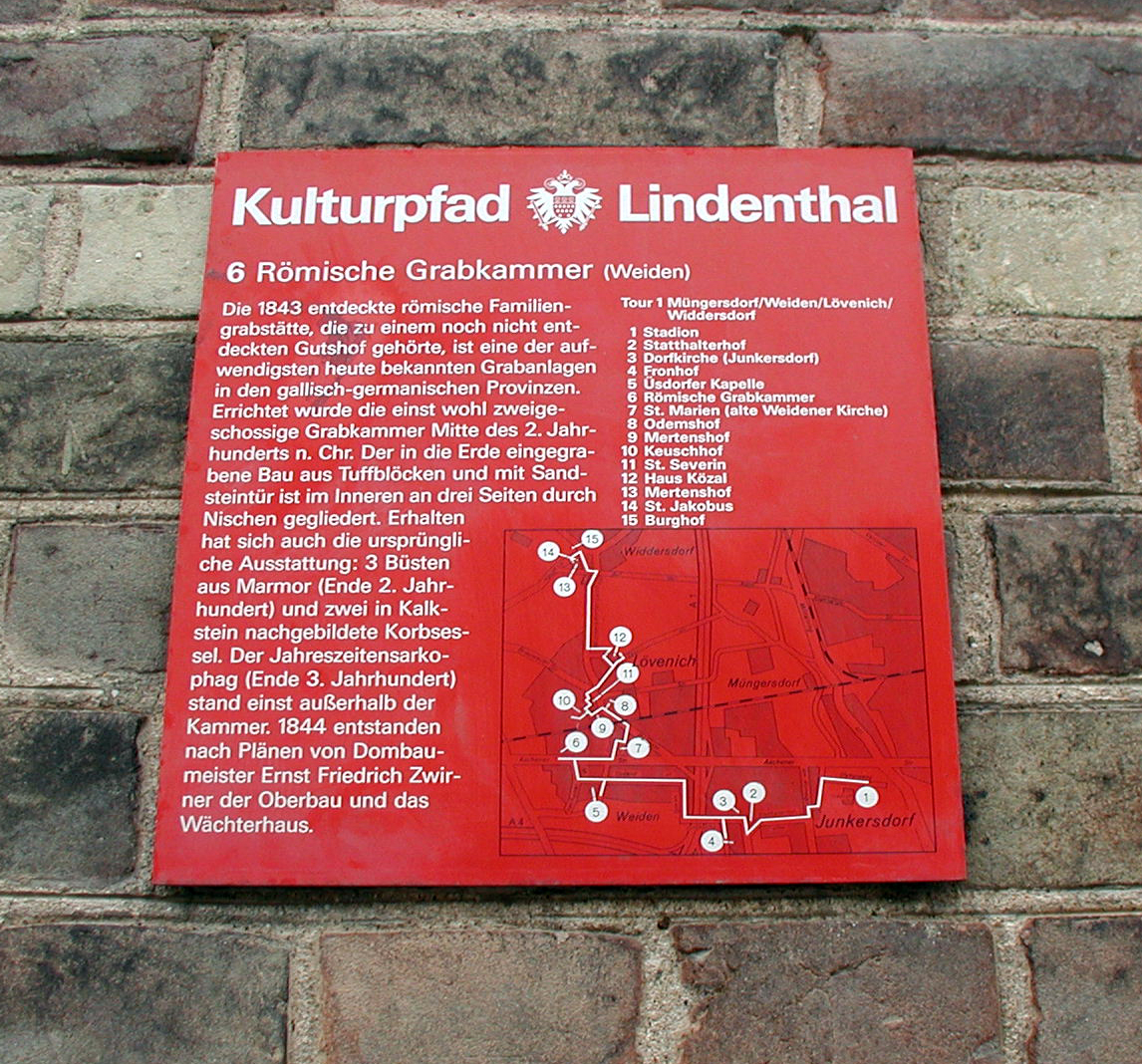
Römergrab-Infotafel

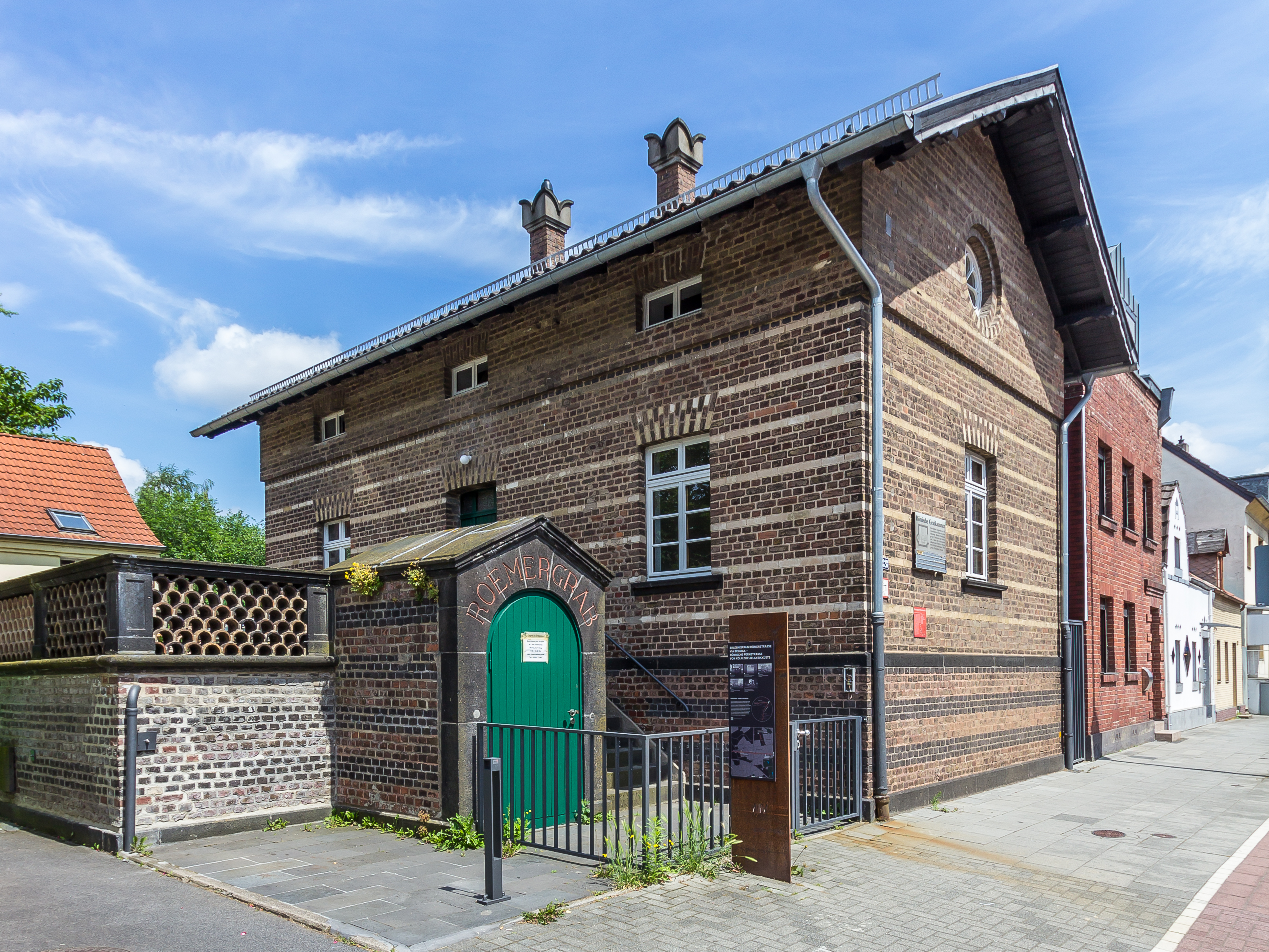
Eingang Römergrab an der Aachener Straße, kurz vor der Grenze Frechen-Königsdorf

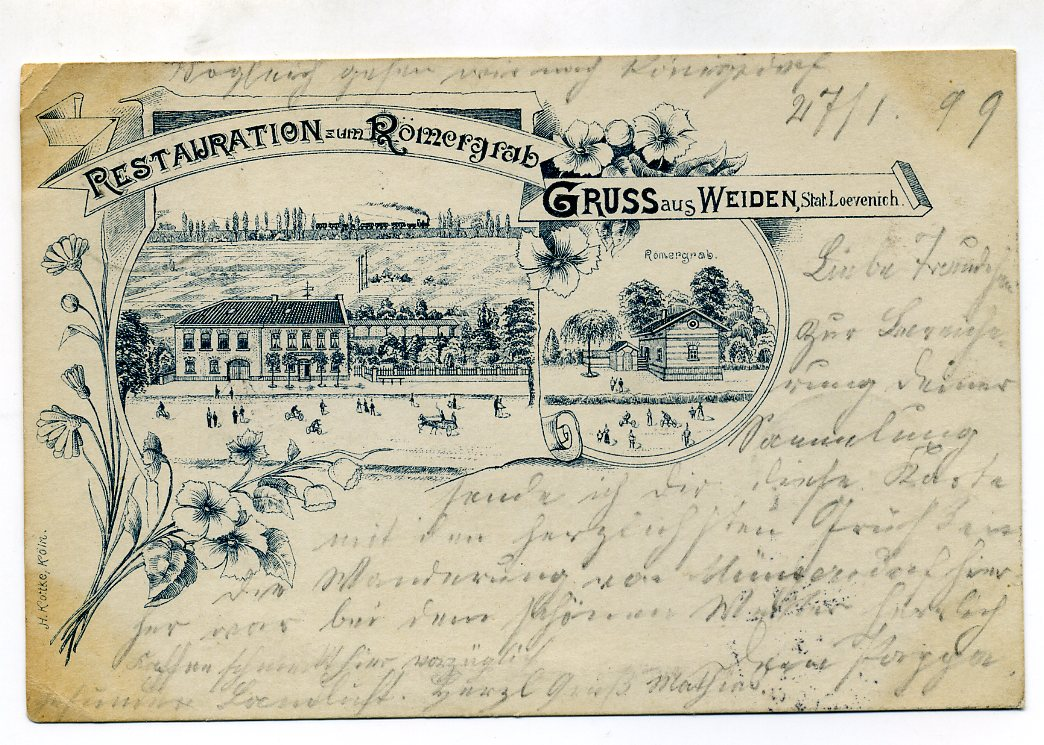
Gruß aus Weiden (1899)

Weiden ist ein Stadtteil am westlichen Stadtrand von Köln, im Stadtbezirk Lindenthal.

## Lage
Weiden grenzt im Osten (getrennt durch die Bundesautobahn 1) an die beiden Kölner Stadtteile Müngersdorf und Junkersdorf sowie dessen Ortsteil Marsdorf, im Süden (getrennt durch die Bundesautobahn 4) an das Gewerbegebiet Europark der Stadt Frechen, im Westen an den Frechener Stadtteil Königsdorf und im Norden (getrennt durch die Bahnstrecke Köln-Aachen) an den Kölner Stadtteil Lövenich.

## Geschichte

### Antike
Die in Weiden gefundene wahrscheinlich im 2. Jahrhundert angelegte römische Grabkammer gilt als die am besten erhaltene nördlich der Alpen. Die Ausgräber fanden im Jahr 1843 auf dem Grundstück der heutigen Aachener Straße 1328 eine offenbar durch einen Gutsbesitzer aus römischer Zeit wohl gefüllte Grabkammer. Die vorgefundenen größeren Gegenstände, einen aus weißem Marmor gearbeiteten Sarkophag, drei Bildbüsten und zwei Sessel aus Stein, die ein Korbgeflecht nachahmen, werden ergänzt durch eine Anzahl römischer Münzen und weiterer Kleingegenstände des damaligen Alltags.
Die geschichtliche  Datierung des Fundes erfolgte durch vergleichende Auswertung. Kriterien hinsichtlich Materialbearbeitung sind zum Beispiel die angewandte Formgebung, so die dargestellte Haartracht, eine bestimmte Kleidungsart (Mode) oder die vorgefundenen Münzprägungen. Diese reichen von Vespasian über Tetricus I., Claudius Gothicus und Maximian bis zu Konstantin dem Jüngeren, also etwa vom Jahre 70 bis zur Mitte des 4. Jahrhunderts. Der Sarkophag selbst dürfte eines der spätesten Kunstwerke in der Grabkammer sein.

### Mittelalter und Neuzeit
Seit Mittelalter bis zum Ende des 19. Jahrhunderts war Weiden ein reines Straßendorf zu beiden Seiten der Aachener Straße, die zugleich auch die Verwaltungsgrenze bildete. Während der südliche Teil direkt dem Amt Königsdorf unterstellt war, gehörte der nördliche Teil zur Herrlichkeit Lövenich im Kurfürstentum Köln. 1794 besetzten französische Revolutionstruppen den Ort. Durch Einführung der in Frankreich gültigen Verwaltungsreform 1798 wurde die Mairie Weiden Hauptort des Canton de Weyden, der unter anderem die damaligen Mairien Lövenich, Longerich und Müngersdorf ferner die Orte Kriel und Lind (Mairie Efferen), Marsdorf (Mairie Frechen) und Widdersdorf (Mairie Freimersdorf) umfasste. Der Kanton Weiden gehörte zum Arrondissement de Cologne im Département de la Roer.
1802 wurden die Kantone aufgelöst und die Vielzahl der kleinen Gemeinden zu Großbürgermeistereien zusammengefasst.
1815 kam Weiden an das Königreich Preußen und 1816 an die Bürgermeisterei Lövenich im Landkreis Köln.

### 20. und 21. Jahrhundert
Ab dem Jahr 1905 wurde auf Initiative des seit 1899 in Weiden wohnenden Architekten Emil Schreiterer eine Villenkolonie planmäßig erschlossen, welche sich zwischen der Bahnlinie im Norden, der Aachener Straße im Süden, der Severinusstraße (heute Selma-Lagerlöf-Str.) im Westen und der Bahnstraße im Osten erstreckten sollte.
1928 wurde die Bürgermeisterei Lövenich in Amt Lövenich und 1937 in Amt Weiden umbenannt.
Die Nachkriegszeit brachte für Weiden einschneidende Veränderungen: Zunächst wurde 1951 die Umbenennung des Jahres 1937 wieder rückgängig gemacht. Bis zur Eingemeindung nach Köln im Jahr 1975 gehörte Weiden zusammen mit Üsdorf, Groß- und Kleinkönigsdorf sowie Junkersdorf der Gemeinde Lövenich an. Am 22. Oktober 1956 wurde die seit 1912 bestehende Straßenbahnlinie L der KVB auf dem gesamten Gemeindegebiet der Gemeinde Lövenich und damit auch in Weiden stillgelegt. In der Folgezeit stieg der Autoverkehr auf der damals noch zweispurigen Aachener Straße stark an.
Ab 1961 wurde auf dem parkartigen Grundstück der Villa Rolff südlich der Aachener Straße eine Großsiedlung der DKV errichtet, wodurch sich das Verkehrsaufkommen weiter erhöhte. Eine abermalige Verkehrszunahme erfolgte nach der Eröffnung des Einkaufszentrums Weiden (heute: Rhein-Center Köln) im Jahr 1972. Infolgedessen betrieb der Landschaftsverband Rheinland zu Beginn der siebziger Jahren die Verbreiterung der Aachener Straße auf vier Spuren. Von dem alten Ortskern Weidens sind seitdem nur noch sehr wenige Gebäude erhalten. Zur gleichen Zeit wurde am südlichen Ortsrand, unter anderem durch den Architekten Johannes Mronz, der Wohnpark Weiden errichtet.
Im Jahr 2002 wurde die Stadtbahnlinie 1 der Stadtbahn Köln über die langjährige Endhaltestelle Junkersdorf hinaus entlang der Aachener Straße durch Weiden bis zur Schulstraße verlängert. Vier Jahre später erfolgte eine erneute Verlängerung bis zum heutigen Endbahnhof Weiden West kurz vor der Bonnstraße.

## Bevölkerungsstatistik
Struktur der Bevölkerung von Köln-Weiden (2021):
- Durchschnittsalter der Bevölkerung: 45,2 Jahre (Kölner Durchschnitt: 42,3 Jahre)
- Ausländeranteil: 17,8 % (Kölner Durchschnitt: 19,3 %)
- Arbeitslosenquote: 7,3 % (Kölner Durchschnitt: 8,6 %)

## Städtepartnerschaft
Die Gemeinde Lövenich unterhielt Partnerschaften mit Diepenbeek (Belgien, seit 1962), mit Igny (Frankreich, seit 1967) und mit Benfleet (England, seit 1971).
Durch die Eingemeindung der Gemeinde Lövenich erhielt die Stadt Köln diese Partnerschaften. Der Stadtbezirk Köln 3 und der Städte-Partnerschafts-Club Köln 3 pflegen die Beziehungen seit über 40 Jahren.

## Freizeit

### Sport
Wegen seiner zahlreichen Vereine und Turnhallen an den drei Schulen des Kölner Bezirks verfügt Weiden über ein großes Sportangebot. Des Weiteren besitzt Weiden ein Hallenbad, über das es in letzter Zeit eine Kontroverse zur Schließung aufgrund mangelnder Kundschaft gibt. Es laufen Bestrebungen das Hallenbad als „Bürgerbad“ zu erhalten.
Das Hallenbad ist seit 2010 nicht mehr in Betrieb.

## Wirtschaft und Infrastruktur
Im Rhein-Center befinden sich 180 Geschäfte.

### Verkehr

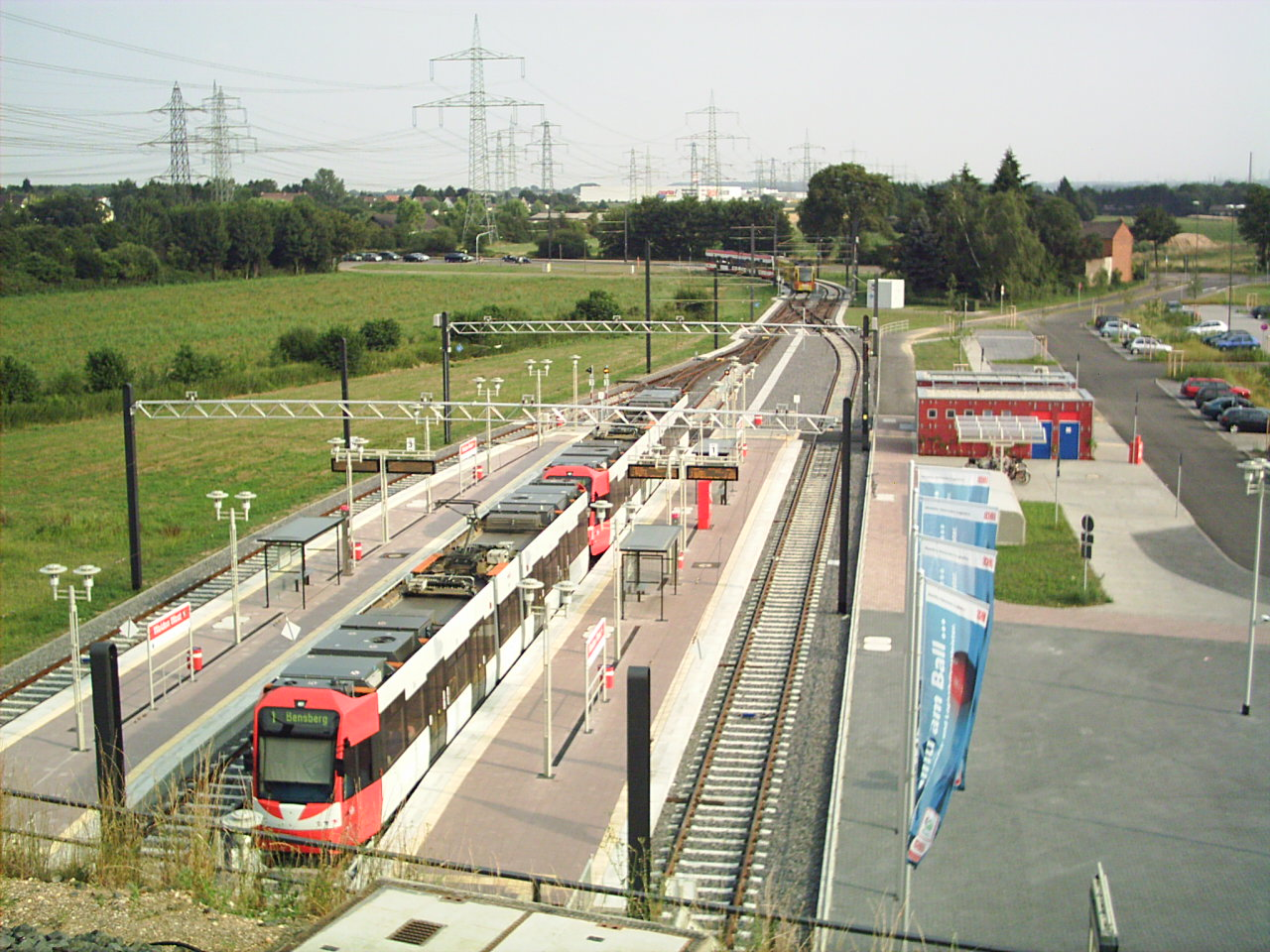
Stadtbahn-Haltestelle Weiden-West

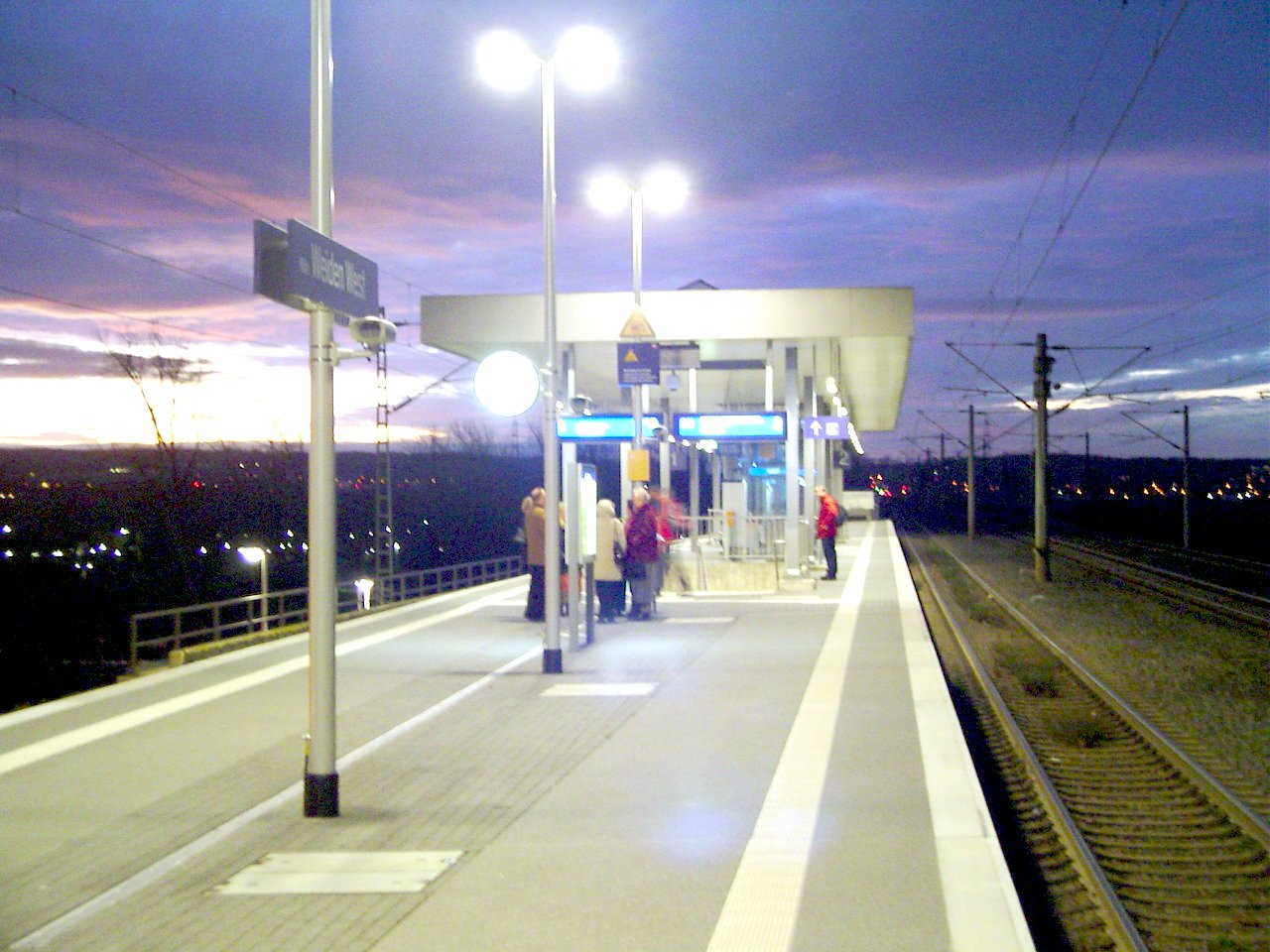
S-Bahn Haltepunkt Köln Weiden-West

Eine entscheidende Veränderung des Ortsbildes bewirkte die 1840/41 erstellte Bahnstrecke Köln–Aachen, deren hoher Bahndamm die historische Flurverbindung zwischen Weiden und Lövenich zerschnitt. Erst die Eröffnung des Bahnhofes im Jahre 1870 beendete die Abhängigkeit von der Aachener Straße als Verkehrsweg und führte zu einer Erweiterung des Dorfes in Richtung der Bahnanlagen.
Die Straßenbahnlinie L, ausgehend vom Bahnhof Lövenich, verband das Neubaugebiet mit der Stadt Köln. Der Streckenabschnitt Lövenich–Junkersdorf wurde 1956 durch eine Buslinie ersetzt. Seit Juni 2006 fährt die Stadtbahn wieder bis zum neu erbauten Haltepunkt Weiden-West. Hiermit sollte eine Entlastung der Aachener Straße vor allem vom Pendlerverkehr erreicht werden.
Im Schienenpersonennahverkehr wird der Haltepunkt Köln-Weiden West von folgenden Linien bedient (Stand 13. Dezember 2020):
| Linie | Linienbezeichnung | Linienverlauf                                                                                                   |
| ----- | ----------------- | --- |
| S 12  | S-Bahn Köln       | Düren – Sindorf – Horrem – Köln Weiden-West – Köln-Ehrenfeld – Köln Hbf – Troisdorf – Hennef (Sieg) – Au (Sieg) |
| S 19  | S-Bahn Köln       | Horrem – Köln Weiden-West – Köln-Ehrenfeld – Köln Hbf - Köln/Bonn Flughafen - Troisdorf – Hennef (Sieg)         |

## Bildung
Weiden besitzt mit der Albert-Schweitzer-Grundschule und der Clarenhofschule zwei Grundschulen.
Außerdem gibt es mit dem Georg-Büchner-Gymnasium eine weiterführende Schule. 1350 Schüler werden von ca. 130 Lehrkräften unterrichtet. Das Gymnasium wurde 1969 in Königsdorf gegründet und zog 1973 an seinen aktuellen Standort in Weiden. Die Martin-Luther-King-Hauptschule hat den Betrieb mit dem Ende des Schuljahres 15/16 eingestellt.

## Religion
Der katholische Seelsorgebereich Lövenich/Weiden/Widdersdorf ist in Weiden durch die Gemeinde St. Marien vertreten, die die Pfarrkirche St. Marien aus dem Jahr 1927 und als weitere Kirche Heilig Geist von 1970 betreut. Die evangelische Kirchengemeinde Weiden/Lövenich hat das Jochen-Klepper-Haus als Kirchengebäude an der Aachener Straße.